# Strategia żółwia
Strategia żółwia – system transakcyjny oparty na podążaniu za trendem, wymyślony w latach 60. XX wieku przez Richarda Donchiana, a rozpropagowany przez traderów Richarda Dennisa i Billa Eckhardta w latach 80.   Znany również jako strategia wybicia z 4-tygodniowego kanału Donchiana lub reguła 4 tygodni  .
Podstawą systemu jest założenie, że początkiem trendu jest ruch cen generujący odpowiedni impet. Zgodnie z tym założeniem w trendzie wzrostowym wyższe ceny powodują zwiększenie popytu, co wpływa na jeszcze wyższe ceny i odwrotnie .

## Podstawowe założenia
- Otwarcie pozycji: kupuj/sprzedawaj po osiągnięciu najwyższego wybicia cenowego z ostatnich 20 dziennych interwałów czasowych.

- Zamknięcie pozycji: sprzedawaj/kupuj po osiągnięciu najwyższego wybicia cenowego z ostatnich 10 dziennych interwałów czasowych[1] .

## Wady
Z uwagi, iż silne trendy pojawiają się rzadko w strategii żółwia niezbędna jest odpowiednia dywersyfikcja portfela inwestycyjnego oraz ochrona przed poważnym obsunięciem kapitału, te dwa elementy powodują, że ewentualny inwestor musi dysponować dużym kapitałem początkowym .